# しのざき見兆
しのざき 見兆（しのざき みち、1968年6月24日 - ）は、日本のタレント、歌手、ユニット「ナナしの娘」メンバー。旧芸名はしのざき 美知。
埼玉県浦和市（現さいたま市浦和区）出身。デビュー当初は、スターダストプロモーションに所属
。その後吉本興業、代官山プロダクション（ボーカリスト、作詞家として所属）に移籍した。復帰後の2018年にしのざき見兆と改名した。

## 来歴

### デビュー
1983年8月に素人として、『笑っていいとも!』の（視聴者が）替え歌・或いは歌詞はそのままでメロディーだけをすげ替える「替えメロ」を披露するコーナー「私のメロディー」に何回も出演してこのコーナーの「名物女」となる。これをきっかけに翌1984年に本格的に芸能界デビューすると、“右小鼻の大きなホクロがトレードマークの明るいおデブキャラ”として人気者となった。
特に、高視聴率番組の『ものまね王座決定戦』では“ブスキャラ”を武器にコミカルなものまねで人気を博した。また、タモリ、ビートたけし、志村けんなど大御所お笑いタレントたちからお笑い女性タレントとして存在感を認められたことから、コント番組などの様々なバラエティ番組でも活躍。
お笑いタレントして活躍する傍ら、1988年には「TELL ME MAGIC」で歌手デビューした。また、特徴のある親しみやすい見た目から、女優として多くのドラマにも出演した。
1993年、『ビートたけしのお笑いウルトラクイズ』に出演した際に浅草キッドの現場マネージャーの男性と出会い交際を開始。、人気絶頂の25歳で結婚を機に芸能界を引退した。その後、一児の母となり、子育てや主婦業に専念した。

### 歌手・SHINOZAKIとして再デビュー →再度引退
2001年、ダイエットに成功した上でSHINOZAKI名義で歌手として再デビューした。芸能界を再度引退して専業主婦に戻った後、トレードマークであった小鼻の横のほくろの除去手術を受けた。また同時期に、脳梗塞で半身不随になった実母の介護生活も経験。

### ユニット結成・改名
2017年、YouTubeに、しのざき美知&住吉奈々美との新ユニット"くろ☆ぽんず"による「海のほひほひ」と題した動画が突如アップロードされる。
2018年、YouTubeにて『くろ☆ぽんずRADIO きのこになりたい』がスタート。芸能界にみたび復帰した後、10月にライブの企画「改名じゃんけん」に敗れたことから「しのざき見兆」と改名した。新芸名を決めるアンケート用紙に「モノマネ見逃した!」と書いてあったことが由来。
2019年、ユニット名をくろ☆ぽんずからきのこになりたいに改名。楽曲提供していたヨシカネタクロウがメンバーに加わった。
2021年、ヨシカネが脱退し、ユニット名を「ナナしの娘」と変更して再出発した。以後、相方の住吉とYouTube、TikTok、ライブなどで活動している。
2023年6月より、30年来の知人の紹介で株式会社ボンドに所属。

## 人物

### ものまねタレントとして
ものまねタレントとして出演した『ものまね王座決定戦』では当初、松居直美・松本明子・篠塚満由美と共に「ものまね女四天王」を結成していた。しかし、わずか1年で斉藤ルミ子と交代し、ダチョウ倶楽部・笑福亭笑瓶・ピンクの電話とともに「ものまねお笑い四天王」と呼ばれるようになった。
「お笑い」と冠されるだけあってものまね自体は決して似ているわけではないが、ノリと勢いで強引なまでに見せつけるスタイルは一貫していた。同番組では面白おかしくものまねを披露していたため、爆笑を得ながらもほとんどが1回戦負けだった。本人が当時番組スタッフから聞いた話では、しのざきが出ると視聴率が瞬間的に上がると同時に、クレームの数も出演者の中ではNo.1の多さだった。
1992年春の『爆笑スター－』の放送では、中山美穂の「Rosa」を披露した際は場内の爆笑を巻き起こして勝利し（対戦相手はわたる哲平）、司会の研ナオコからも絶賛された。しかし2回戦では菊池桃子の「Say Yes!」で番組史上初のワースト記録・80点をマーク、審査員席にいた菊池本人には「ちょっと愛せないですね」と言われたあげく6点を付けられた。なお対戦相手の松居直美の得点は満点（100点）だったため、これも番組史上最大点差を付けての勝敗決着となっている。
25歳で同番組のスタッフに芸能界引退を告げた時には、プロデューサーたちから引き止められた。彼らから「辞めないでくれ。何が欲しいんだ、シャネルのスーツか？」などと言われ、さらに土下座してまで慰留を懇願されたという。

### その他のバラエティ番組

#### 『笑っていいとも!』
中学生の頃は、『笑っていいとも!』のアシスタント・グループである「いいとも青年隊」の野々村真の大ファンだった。野々村に会いたい気持ちから、中学3年生の夏休みに行われた素人参加のオーディションを受け続け、替え歌コーナー「私のメロディー」に出演。そのコーナーではいいとも青年隊の3人が賞品箱を各自持たされており、しのざきが賞品を選ぶ際“ハズレでもいいから”とファンである野々村の箱を毎回選んでいた。
タモリに気に入られ、しのざきが埼玉出身であることから、本番ではよく「埼玉のオオサンショウウオ」、「埼玉の珍獣」とイジられた。また、同番組レギュラー時代のある日、母がタモリ宛に「うちの娘がお世話になりました」との御礼状を書いた時は、彼は本番で手紙を読んでくれるという一幕もあった。

#### 『だいじょうぶだぁ』
『志村けんのだいじょうぶだぁ』では、志村けん扮する人間に“恩返しをするゴキブリ役”として初出演。これがバカウケしたことで、以降志村から同番組を含めたコント番組などに色々と起用されるようになった。
当時しのざきはコントで水着を着ることは多かったが、ビキニの水着は意図的に避けていた。ある日の志村とのコントのオチで用意されたのがビキニにだったため一瞬躊躇したが、着用して本番に臨むと思いの外大ウケした。

#### 『お笑いウルトラクイズ』
『ビートたけしのお笑いウルトラクイズ』の出演を依頼された際、たけしから「お前はシード選手だ」と言われた。しのざきが出演した回では、たけし軍団やダチョウ倶楽部などの男芸人に紛れて、唯一女性タレントとして参加した。本番では芸人たちと共に爆破されてリアクションし、爆風で歯と歯の間に砂が詰まったしのざきの顔を見たたけしから「この画が欲しかった！（笑）」ととても褒められた。

### 容姿、ブスキャラについて
若い頃は、出演番組で共演者たちからよく“容姿いじり”をされていた。本人は内心、勝手に「全国の容姿に自信が持てない方々を背負っている」という使命感を持ってタレント活動に臨んでいた。ちなみにデビューした頃から太った体型ではあったが、身長は低いため意外と小柄である。
2度目の引退後もスーパーなどで、トレードマークのほくろがあることで元タレントの“しのざき美知”と認知されることがあった。私生活に支障が出ると感じたため、子育てがひと段落した時期に手術でほくろを除去したとのこと。
タレント時代の若い頃、「他の人が笑われないように、私がブスの1位になりたい」と発言したことがある。この発言を聞いた住吉奈々美は感動して「この人は現代に必要な人だ」と思ったことから、その後2017年頃にしのざきに芸能界復帰を勧めることになった。

### お笑いユニット
吉本興業の後輩だった住吉奈々美は、しのざきの引退後も「この人をいつかまた世の中に引っ張り出したい」と勝手に考えていた。その後ダンスセラピストとなった住吉は、作詞・作曲経験があるしのざきに「ダンスのオリジナルソングを作って欲しい」と連絡した。これがきっかけとなり、話し合った末、2人でお笑いユニット「ナナしの娘」を組むことになった。
「ナナしの娘」のコンセプトは「何度でも青春」、「青春オカワリもう一杯」、「永遠の乙女宣言！」「ほっこりぽっちゃり癒やしの3世代対応型タレント」。また、「同世代の人に元気を与えたい」との思いで活動している。

## エピソード
実家はピアノ、生け花、民謡三味線の教室を開いていた。素人として『いいとも！』に出ていた頃に実家がピアノ教室であることをタモリに話すと、彼が音楽好きだったことから気に入られるようになった。また、当時は親に内緒でテレビに出ていたが、『いいとも』のレギュラーになった後、親に知られたが特に驚かれず芸能活動も反対されなかった。
幼い頃から両親に「千本桜のようにかわいい、かわいい」と言われて大事に育てられ、色々な習い事をさせてもらった。習い事の中にスピードスケートもあったが運動音痴なため身につかなかった。
弟がいる。
コント番組では、しのざきが登場しただけで「ここがオチだな」と一発で分かるような安定感があったため、オチを任されることも多かった。
元浅草キッドのマネジャーだった夫からは、結婚前に訪れた六本木で「一生添い遂げてもらえますか？」とプロポーズを受けて結婚した。プロポーズの際、通りすがりの子供から「ブス」と言われたが、彼から「僕は君の良さを分かっているから大丈夫だよ」と言われたとのこと。
若い頃から新宿2丁目が大好きで、仕事終わりなどによくゲイバーに訪れては酒や会話を楽しんでいた。また、夫からプロポーズを受けたのも彼と訪れたゲイバーからの帰りだった。
娘が幼い頃に、実母が脳梗塞で半身不随になり、介護生活となった。その後母の喜ぶことをずっと考え続ける生活が続いたことで、介護うつになりかけた。そんな中たまたま住吉奈々美から連絡が入り、後日彼女とお笑いユニットを組むことになった。
引退後、ダウンタウンが出演する年末の『笑ってはいけないシリーズ』（日本テレビ）から何度か出演依頼があったが、一般人として生活していたため丁重に断り続けた。

## 出演作品

### バラエティ
- 笑っていいとも!（フジテレビ系）
- 花の女子校 聖カトレア学園（テレビ東京） - 野々村真に片思いをしている掃除婦役[注 10]
- 桃色学園都市宣言!（フジテレビ）
- ものまね王座決定戦（フジテレビ）
- タモリのボキャブラ天国（フジテレビ） - 視聴者投稿作品のVTRで「ブスキャラ」として数回の出演
- ダウンタウンのごっつええ感じ（フジテレビ）
- ビートたけしのお笑いウルトラクイズ（日本テレビ）
- オールスター激突クイズ 当たってくだけろ!（TBS） -  第4回大会にて。ただし「没収係」としての出演。上岡龍太郎に「（いちいち）来るな、お前は」と言われていた。
- 浅草橋ヤング洋品店（テレビ東京）
- ザ・ラスベガス（よみうりテレビ）
- つぶれ荘物語（よみうりテレビ）
- 志村けんのだいじょうぶだぁ（フジテレビ）

### テレビドラマ
- 時にはいっしょに 第11話（1986年、フジテレビ） - 不動産屋の客 役
- 月曜ドラマランド「ねらわれた学園」（1987年、フジテレビ）
- CAT'S EYE キャッツ・アイ ミッドナイトは恋のアバンチュール（1988年、日本テレビ） - 菊池やすこ 役
- オトコだろッ!（1988年、フジテレビ） -
- ゴメンドーかけます（1989年、フジテレビ） - 山田小百合 役
- 外科病棟女医の事件ファイル 第9話「みちのく同窓会ツアー殺人! 襲われた不倫妻」（テレビ朝日）
- 君だけに愛を（1991年、日本テレビ）
- スクールウォーズ2（1990年 - 1991年、TBS） - 柴田商店従業員・ともちゃん 役
- 裸の大将 第61話「清のお見合い縁結び」（1993年、関西テレビ）

### 映画
- BE FREE!（1986年） - 館ムツ子 役
- 本場ぢょしこうマニュアル 初恋微熱篇（1987年） - せいこ 役
- もっともあぶない刑事（1989年）
- ファンキー・モンキー・ティーチャー（1991 - 1993年） - 馬場利 役

## ものまねレパートリー
以下のレパートリーは全てものまね番組で実施したものである。
- 浅野温子（『オバケのQ太郎』、キュ、キュ、キュ〜、浅野温子だキュ〜）
- 菊池桃子(『SAY YES』、『ものまね王座決定戦』にて最低記録80点をマークした)
- 笠置シヅ子（『東京ブギウギ』、ストッキングをかぶり垂れ目にする）
- 黒木香（『魅せられて』、「女はワキ〜」「私の中でお眠りなさいませ」）
- 小松方正（『東京ブギウギ』、ストッキングをかぶりつり目にする。上記の笠置シヅ子と交互にものまねされる）
- 志茂田景樹(『ものまね王座決定戦』にて本人に6点をつけられた)
- 貴花田（『Seaside Bound』、肉襦袢に褌をつけたいで立ちで披露。仕切りのポーズで客席に尻を向け、片手で褌を上に引っ張っぱりながら「Tバック!」と叫ぶ）[注 11]
- ドラえもん[注 12]
- 中山美穂（『Rosa』（ローザ）、ホントにホントにホントにホントにご苦労さん、ハイッ）
- 松本伊代（『センチメンタルジャーニー』、最後に両鼻に詰めたティッシュを吹き飛ばす）
- マリリン・モンロー
- ミッキー吉野（ゴダイゴ）（『モンキー・マジック』、適当にキーボードを弾く）
- 宮沢りえ（『ウルトラセブン』）
- 山本リンダ（『狙いうち』）

## シングル

### しのざき美知
- 「TELL ME MAGIC」[21]（1988年）作詞・作曲：古田喜昭

### SHINOZAKI
- 「夏休み公共楽」作詞・作曲：SHINOZAKI
- 「baby i loveyou」
- 「夜空」作詞：SHINOZAKI、作曲：チャオ、秦野猛之 ※さんまのまんまエンディングテーマ[22]

## 連載
- 月刊平凡「マコトとシノザキのキャンパス保健室」（全9回、1986年5月号 - 1987年1月号）※当時は篠崎美知代名義。マコトは野々村真。